# Елизабета да Монтефелтро
Елизабета да Монтефелтро или Сестра Киара (на италиански: Elisabetta da Montefeltro, Suor Chiara; (* 1462, Урбино, Херцогство Урбино; † август 1521 или сл. след 28 ноември 1525, Ферара) от рода Да Монтефелтро е чрез брак господарка на Римини.

## Произход
Тя е втората дъщеря на Федерико да Монтефелтро (* 1422, † 1482), херцог на Урбино, и на втората му съпруга Батиста Сфорца (*1446, † 1472). По бащина линия е вучка на  Гуидантонио да Монтефелтро, граф на Урбино (1404 – 1443), владетел на Асизи, Бастия Умбра, Кали, Кастел Дуранте, Чита ди Кастело, Форли, Форлимпополи, Губио и др., и на Елизабета дели Акомадучи или на Бернардино Убалдини дела Карда и Аура да Монтефелтро, а по майчина – на Алесандро Сфорца, вицемаркиз на Анконската марка, господар на Пезаро, господар на Градара и Кастелнуово, велик конетабъл на Неаполитанското кралство, и на Костанца да Варано. Има един брат и шест сестри:
- Сестра (* 1460, † 1461)
- Джована (* 1463; † 1514), херцогиня на Сора и Арче и господарка на Сенигалия като съпруга на Джовани дела Ровере, племенник на папа Сикст IV;
- Костанца (* 1466; † 1518), княгиня на Салерно и графиня на Марсико като съпруга на Антонело Сансеверино;
- Аниезе (* 1470; † 1523), херцогиня на Палиано и графиня на Талякоцо като съпруга на Фабрицио Колона, кондотиер и велик конетабъл на Кралство Неапол ;
- Аура († млада)
- Джиролама († 1482)
- Гуидобалдо (* 1472, † 1508), последният мъжки представител на рода, херцог на Урбино, съпруг на Елизабета Гонзага

Има и двама полубратя и една или две полусестри от извънбрачни връзки на баща си.

## Биография
На 25 юни 1475 г. в Римини се омъжва за Роберто Малатеста, господар на Римини , който се е сражавал рамо до рамо с баща й в различни битки. Ражда му една дъщеря – Батиста, която почива преди нея. 
На 10 септември 1482 г. почиват съпругът й и баща й. Тя се завръща в Урбино, където се оттегля в манастира „Санта Киара“, построен от баща ѝ и преустроен от нея , приемайки името Сестра Киара. 
След това се премества във Ферара, в манастира Сан Бернардино, където умира може би през август 1521 г.  или според други източници през втората половина на десетилетието – след 28 ноември 1525 г.